# Kamienica przy ulicy Warszawskiej 1 w Katowicach
Kamienica przy ulicy Warszawskiej 1 w Katowicach – zabytkowa kamienica mieszkalno-handlowa, znajdująca się przy ulicy Warszawskiej 1 w Katowicach-Śródmieściu.
Została oddana do użytku w 1874 roku w miejscu dawnego ogrodu hotelu „Welt”. Została ona zaprojektowana przez pochodzącego z Bytomia Paula Jackischa w stylu eklektycznym z elementami neorenesansu. Wybudowano ją na planie prostokąta, z oficynami bocznymi. Bryła budynku jest zwarta, z ryzalitami pozornymi na pierwszej i siódmej osi (dodatkowy ryzalit tworzą trzy pierwsze osie). Powierzchnia zabudowy kamienicy wynosi 810 m². Posiada ona pięć kondygnacji nadziemnych i jedną podziemną. Pierwszą kondygnację całkowicie przebudowano. Fasada została zwieńczona niepełnym belkowaniem. W płycinach podokiennych umieszczono dekorację sztukatorską z motywami wici roślinnej. 
Obiekt wpisano do rejestru zabytków 30 grudnia 1994 roku (nr rej.: A/1561/25). Ochrona objęty jest cały budynek. 